# بیل وین وایت
بیل وین وایت (انگلیسی: Bill Wainwight؛ 28 October 1917 – ۱۹۷۶ (۵۸−۵۹ سال)) بازیکن فوتبال بود.
از باشگاه‌هایی که در آن بازی کرده‌است می‌توان به باشگاه فوتبال وورکساپ تاون اشاره کرد.